# Peggy Fleming
Peggy Gail Fleming (San Jose, Califórnia, 27 de julho de 1948) é uma ex-patinadora artística e comentarista de televisão norte-americana. Ela foi campeã olímpica em 1968, e conquistou três medalhas de ouro em campeonatos mundiais.

## Principais resultados
| Resultados                                            | Resultados       | Resultados        | Resultados      | Resultados        | Resultados      | Resultados      | Resultados      | Resultados    | Resultados    | Resultados    | Resultados    | Resultados    |
| Internacional                                         | Internacional    | Internacional     | Internacional   | Internacional     | Internacional   | Internacional   | Internacional   | Internacional | Internacional | Internacional | Internacional | Internacional |
| Evento/Temporada                                      | 1961– 1962       | 1962– 1963        | 1963– 1964      | 1964– 1965        | 1965– 1966      | 1966– 1967      | 1967– 1968      |               |               |               |               |               |
| ----------------------------------------------------- | ---------------- | ----------------- | --------------- | ----------------- | --------------- | --------------- | --------------- | ------------- | ------------- | ------------- | ------------- | ------------- |
| Jogos Olímpicos                                       |                  |                   | 6.ª             |                   |                 |                 | Medalha de ouro |               |               |               |               |               |
| Campeonato Mundial                                    |                  |                   | 7.ª             | Medalha de bronze | Medalha de ouro | Medalha de ouro | Medalha de ouro |               |               |               |               |               |
| Campeonato Norte-Americano                            |                  |                   |                 | Medalha de prata  |                 | Medalha de ouro |                 |               |               |               |               |               |
| Nacional                                              |                  |                   |                 |                   |                 |                 |                 |               |               |               |               |               |
| Campeonato dos Estados Unidos                         |                  |                   | Medalha de ouro | Medalha de ouro   | Medalha de ouro | Medalha de ouro | Medalha de ouro |               |               |               |               |               |
| Campeonato dos Estados Unidos – Júnior                |                  | Medalha de bronze |                 |                   |                 |                 |                 |               |               |               |               |               |
| Campeonato dos Estados Unidos – Noviço                | Medalha de prata |                   |                 |                   |                 |                 |                 |               |               |               |               |               |
|                                                       |                  |                   |                 |                   |                 |                 |                 |               |               |               |               |               |
| Legenda: Competição não foi disputada nesta temporada |                  |                   |                 |                   |                 |                 |                 |               |               |               |               |               |